# ストリューモー
ストリューモー（古希: Στρυμώ, Strȳmō）は、ギリシア神話の女性である。トローアス地方の河神スカマンドロスの娘で、テウクロス、カリロエー、グラウキアと兄弟。トロイア王ラーオメドーンと結婚し、ティートーノス、ラムポス、クリュティオス、ヒケターオーン、プリアモス、ヘーシオネー、アステュオケー、キラを生んだ。またプロクレイア、アイテュラ、メーデシカステー、クリュトドーラーといった娘がいた。